# Буланже, Луи
Луи́ (Людовик) Буланже́ (фр. Louis Boulanger; 1806—1867) — французский художник, литограф и иллюстратор; директор Дижонской школы художеств (1860—1867).

## Биография
Луи Буланже родился 11 марта 1806 года в городе Верчелли (итальянский регион Пьемонт).
Учился художественному мастерству у представителя неоклассицизма Гийома Гийон-Летьера и литографа-иллюстратора Ашиля Девериа.

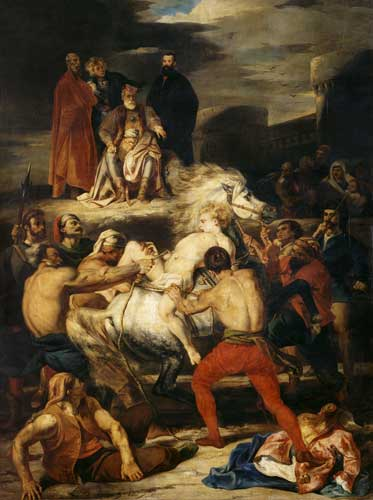
Луи Буланже
«Мазепа» (1827 год)

В 1821 году Буланже поступил в Париже в Национальную высшую школу изящных искусств, a в 1827 году выставил своё полотно «Мазепа» (позднее картина была приобретена Руанским музеем). Яркий колорит этой картины произвёл громадный эффект и особенно понравился романтикам, группировавшимся около Виктора Гюго, что открыло Буланже доступ в этот кружок и принесло дружбу великого поэта, который впоследствии посвятил ему несколько своих произведений.
Согласно «Энциклопедическому словарю Брокгауза и Ефрона», лучшие из картин Буланже: акварель «Убийство герцога Орлеанского герцогом Бургонским на улице Барбет» (1833); несколько картин, сюжеты которых заимствованы из «Notre Dame de Paris», «Лукреции Борджии» Виктора Гюго, «Отелло» и «Короля Лира» — Шекспира (1834); «Триумф Петрарки» (1836); «Беатриче Лаура и Орсалина» (1840), за которую живописец получил орден Почетного легиона; «Святое Семейство» (1845); «Святой Иероним и беглые римляне» (1855); «Ромео, покупающий яд» (1857); «Мечтание Велледы»; «Танец ведьм» (1861); «Не бойся ничего, ты везешь Цезаря и его судьбу» (1865); «Да здравствует веселье!» (1866); «Пожар Содома» (1867).
Кроме того, он написал много портретов и украсил зал генеральных штатов в Версальском дворце фризом, изображающим шествие генеральных штатов в Версаль 4 мая 1789 года.
В 1860 году Буланже был назначен директором Дижонской школы художеств и на этой должности проработал до самой смерти.
Луи Буланже умер 5 марта 1867 года в городе Дижоне. Дружба с Гюго, длившаяся всю жизнь, была предметом восхищения современников. «Месье Гюго потерял Буланже»,— сказал Бодлер, узнав о смерти художника.